# 马赞盖姆
马赞盖姆（法語：Mazinghem，法語發音：[mazɛ̃ɡɛm]）是法国上法蘭西大區加来海峡省的一个市镇，属于贝蒂讷区。

## 地理
马赞盖姆（50°36'11"N, 2°24'17"E）面积5.19 平方千米，位于法国上法蘭西大區加来海峡省，该省份为法国北部沿海省份，西北濒北海，南至索姆省，东临北部省。
与马赞盖姆接壤的市镇（或旧市镇、城区）包括：朗布尔、伊斯贝格、诺朗丰特、凯尔讷、龙布利。

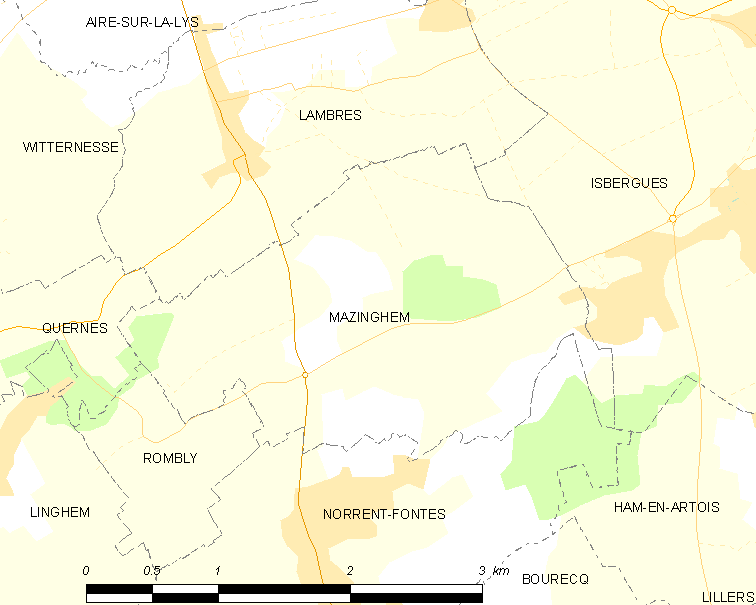
马赞盖姆的OSM定位图

马赞盖姆的时区为UTC+01:00、UTC+02:00（夏令时）。

## 行政
马赞盖姆的邮政编码为62120，INSEE市镇编码为62564。

## 政治
马赞盖姆所属的省级选区为利斯河畔艾尔县。

## 人口

1962-2008年间马赞盖姆人口变化图示

马赞盖姆于2022年1月1日时的人口数量为458人。